# Museum Kampa

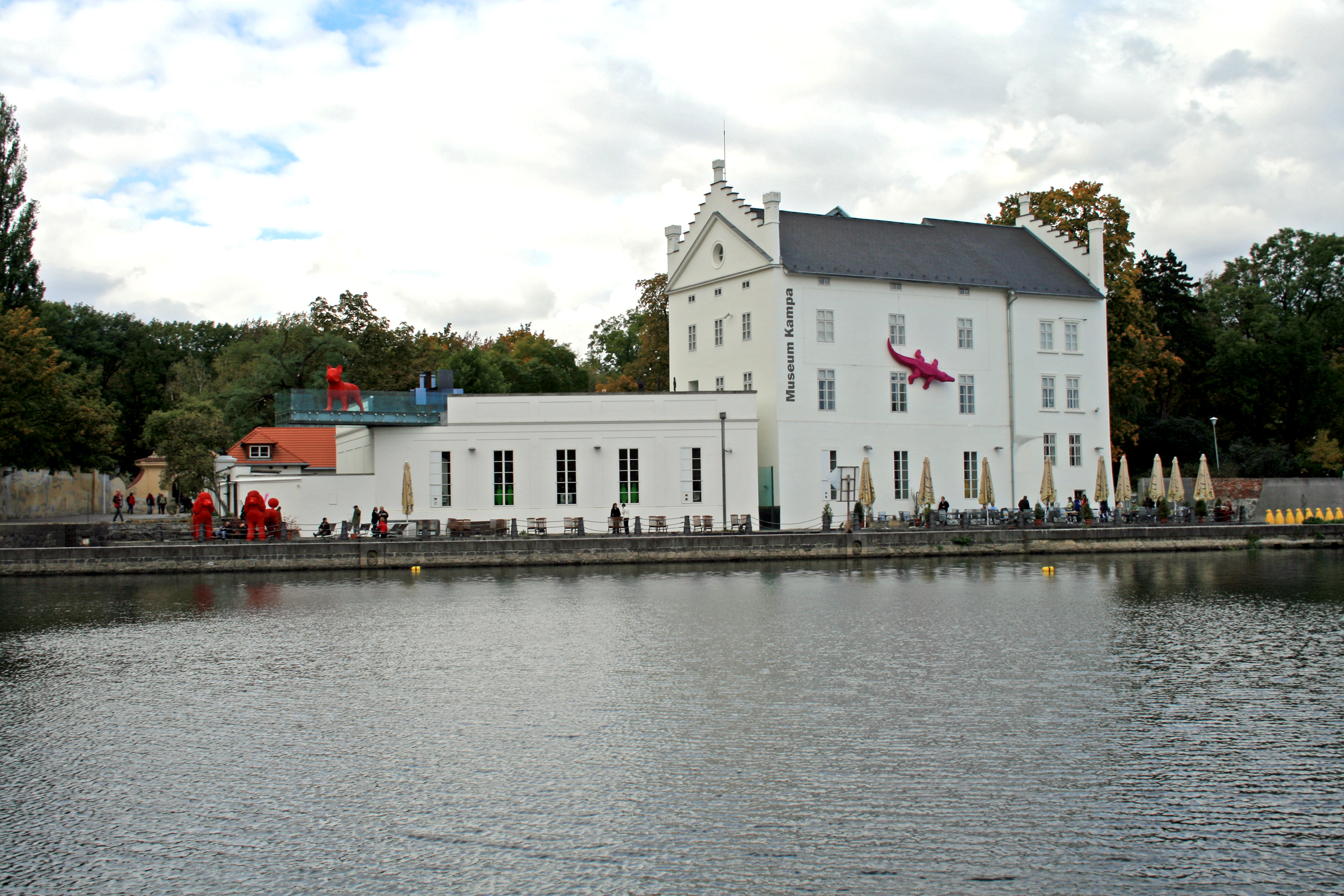
Das Museum Kampa am Ufer der Moldau, im Oktober 2008

Das Museum Kampa ist eine private Galerie für moderne Kunst in Prag. Es befindet sich auf der Insel Kampa am linken Moldauufer im Gebäude einer ehemaligen Mühle.

## Sammlung

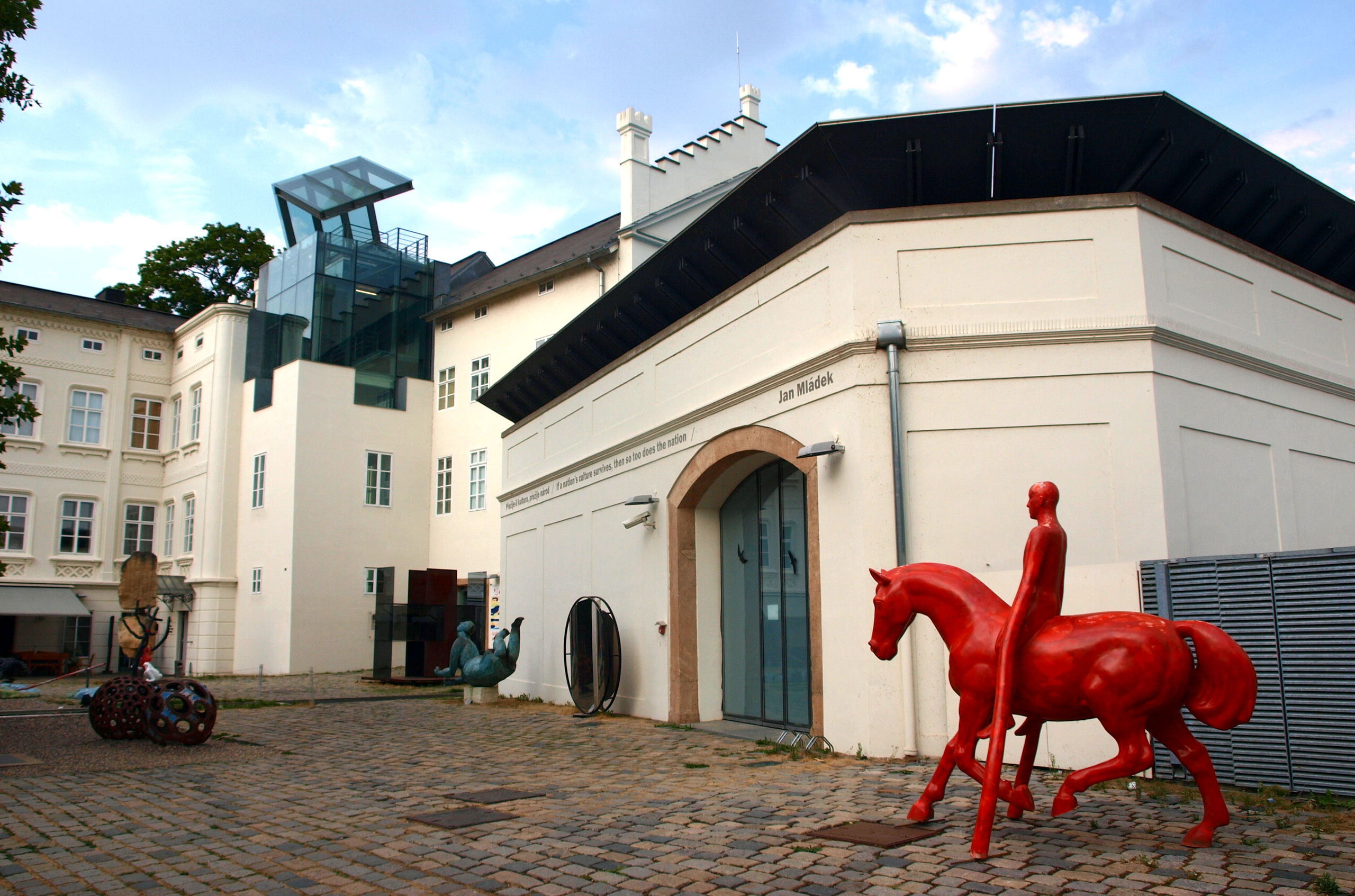
Hof

Das Museum zeigt Kunstwerke aus dem Besitz des Ehepaars Meda Mládková und Jan Mládek, insbesondere umfangreiche Sammlungen des Malers František Kupka und der Bildhauer Otto Gutfreund.
Meda Mládková begann in den 1950er-Jahren in den USA Gemälde von Kupka zu sammeln. Sie kaufte Werke tschechoslowakischer, polnischer, ungarischer und jugoslawischer Künstler, um sie im Westen auszustellen. Die Sammlung übersiedelte aus Washington in das neu eröffnete Museum. 2002 schenkten Jiří Kolář und Běla Kolářová dem Museum ihre Kunstsammlung.

## Gebäude
Der Name der ehemaligen Sova-Mühlen (Sovovy mlýny) geht auf Václav Sova zurück, der im 15. Jahrhundert auf der Insel Kampa Handwerksbetriebe mit Mühlen errichtete. Im 19. Jahrhundert wurde die Mühle unter Beteiligung bekannter Architekten wie Joseph Kranner, Josef Schulz und Josef Zítek mehrmals umgebaut. 1896 brannte das Gebäude nieder und der Betrieb der Dampfmühle wurde eingestellt.
Seit 1920 ist das Gebäude im Besitz der Stadt. Es wurde von verschiedenen Kulturinstitutionen, unter anderem der Akademie der Wissenschaften genutzt. Ab 2000 wurde das baufällige Gebäude generalsaniert und 2003 als Museum eröffnet.